# ديفيد س. فيشر
ديفيد س. فيشر (بالإنجليزية: David C. Fisher)‏ هو عالم عقيدة أمريكي، ولد في 1943.